# Muse (мініальбом)
Muse (англ. Муза), або The Muse EP — дебютний мініальбом англійського рок-гурту Muse, що вийшов 1998 року.
Англійські школярі з Тінмута Метт Белламі, Домінік Говард та Кріс Волстенголм почали грати разом 1994 року. Вони несподівано виграли місцеву «Битву гуртів», виступивши під псевдонімом Rocket Baby Dolls, після чого змінили назву на Muse. Протягом наступних трьох років підлітки продовжували навчання, та одночасно грали панк-рок в коледжі та пабах, записуючи напівпрофесійні демо-касети.
Платівку було записано в серпні 1997 року в корнуольській студії Sawmills, яка належала британському музичному підприємцю Деннісу Сміту. Десять пісень мали стати частиною першого професійного демозапису Muse, але результат вийшов настільки вдалим, що чотири з них вирішили видати мініальбомом на лейблі Сміта Dangerous Records.
Muse вийшов 11 травня 1998 року накладом у 999 примірників та містив композиції «Overdue», «Cave», «Coma» та «Escape», що порівнювалися з творчістю Radiohead, Джефа Баклі, Nirvana або System of a Down. Попри невисокі показники продажів у магазинах Південної Англії, компакт-диск зацікавив представників музичної індустрії США та призвів до підписання контракту з лейблом Мадонни Maverick. Три з чотирьох пісень мініальбому були потім перезаписані для першого студійного альбому Muse Showbiz, що вийшов 1999 року.

## Передумови
Засновниками рок-гурту Muse стали англійські музиканти Метт Белламі, Домінік Говард та Кріс Волстенголм. Метт і Домінік вчилися в одній школі в Тінмуті, хоча й довго не знали один одного. 1992 року, коли вони затоваришували, Домінік запросив Метта до гурту Carnage Mayhem. Невдовзі цей колектив розпався, а Метт та Домінік створили власний із назвою Gothic Plague. Протягом 1993 року вони грали суміш панк-року та альтернативного року, змінивши багато бас-гітаристів та вокалістів, але врешті-решт залишилися удвох. Белламі й Говард і далі грали дуетом у шкільному приміщенні, виконуючи власні пісні, а Белламі, окрім гри на гітарі, почав співати. На початку 1994 року до них приєднався Кріс Волстенголм, який у сусідньому приміщенні грав на барабанах в построковому гурті Fixed Penalty, але погодився взяти в руки бас-гітару. Підлітки — Говарду ледь виповнилося 16 років, а Белламі та Волстенголму було по 15 років, — швидко знайшли спільну мову і залишилися грати як тріо, виконуючи кавер-версії панк-пісень та пишучи оригінальний матеріал.
В лютому 1994 року в Тінмуті мала відбутися щорічна «Битва гуртів». Панк-рокове тріо під керівництвом Белламі вирішило взяти в ньому участь, обравши собі нову назву Rocket Baby Dolls (укр. Ракетні бебідоли), запозичену в однойменного японського порнофільму. Участь у змаганні, під час якого гурт відіграв панківський сет і зламав більшість обладнання на сцені, планувалася лише як протест, але врешті саме тріо підлітків було оголошено переможцями конкурсу. Отримавши несподівану нагороду, музиканти переглянули своє ставлення до музичної кар'єри та вирішили спробувати стати «справжнім гуртом». Легковажний псевдонім Rocket Baby Dolls вже не був доречним, тому вони обрали назву Muse (англ. Муза), яка мала відображати натхнення та творчість, що призводили до створення нових пісень.
Влітку 1994 року Белламі та Говард закінчили навчання в школі та вступили до коледжу Кумбсхед у Ньютон-Еботі. У закладі була власна звукозаписувальна студія, де друзі проводили репетиції, а Белламі почав вивчати музичні технології. Muse здобули популярність серед студентів коледжу та час від часу виступали в місцевому пабі The Cavern Club. На початку 1995 року колектив знов взяв участь у «Битві гуртів», тепер вже в статусі фаворитів. Попри те, що перед фінальним виступом Домінік зламав руку та концерт було скасовано, Muse все одно отримали головну нагороду. В травні 1995 року гурт записав демокасету This Is A Muse Demo, до якої увійшло чотири панк-рокові пісні: «Backgoor», «Sling», «Feed» та «Jigsaw Memory». У колективу з'явився менеджер Філ Корталс, який допомагав їм розповсюджувати записи та встановлювати відносини з місцевою пресою. Протягом 1996 року Muse продовжували грати в місцевих барах і створювати нові композиції, в листопаді записавши друге, напівпрофесійне демо — також відоме як Newton Abbot Demo, — що складалося з 11 пісень, серед яких «Sober» та «Balloonatic» (надалі перейменована в «Twin»). Нарешті, в липні 1997 року пісні Muse вперше потрапили до офіційного альбому: «Balloonatic» увійшла до збірки Helping You Back To Work Volume 1, виданої на лейблі Lockjaw Records колишніми музикантами британського гардкор-панк-гурту Tribute to Nothing.

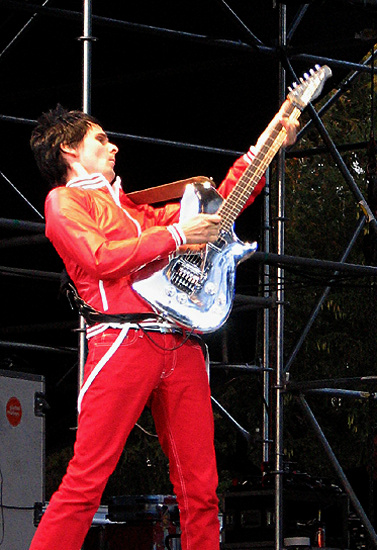
Метт Белламі (вокал, гітара, клавішні)
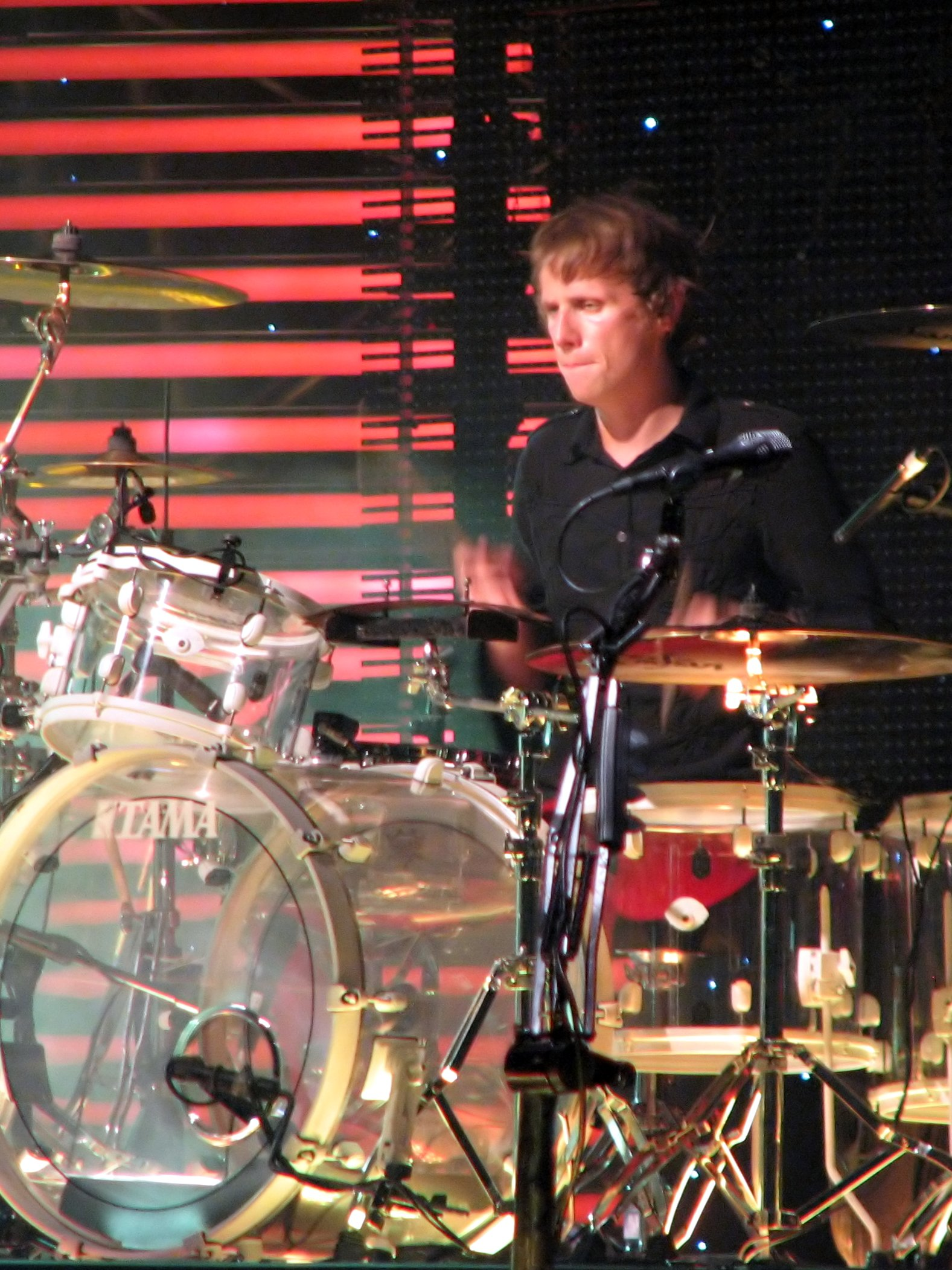
Домінік Говард (барабани)
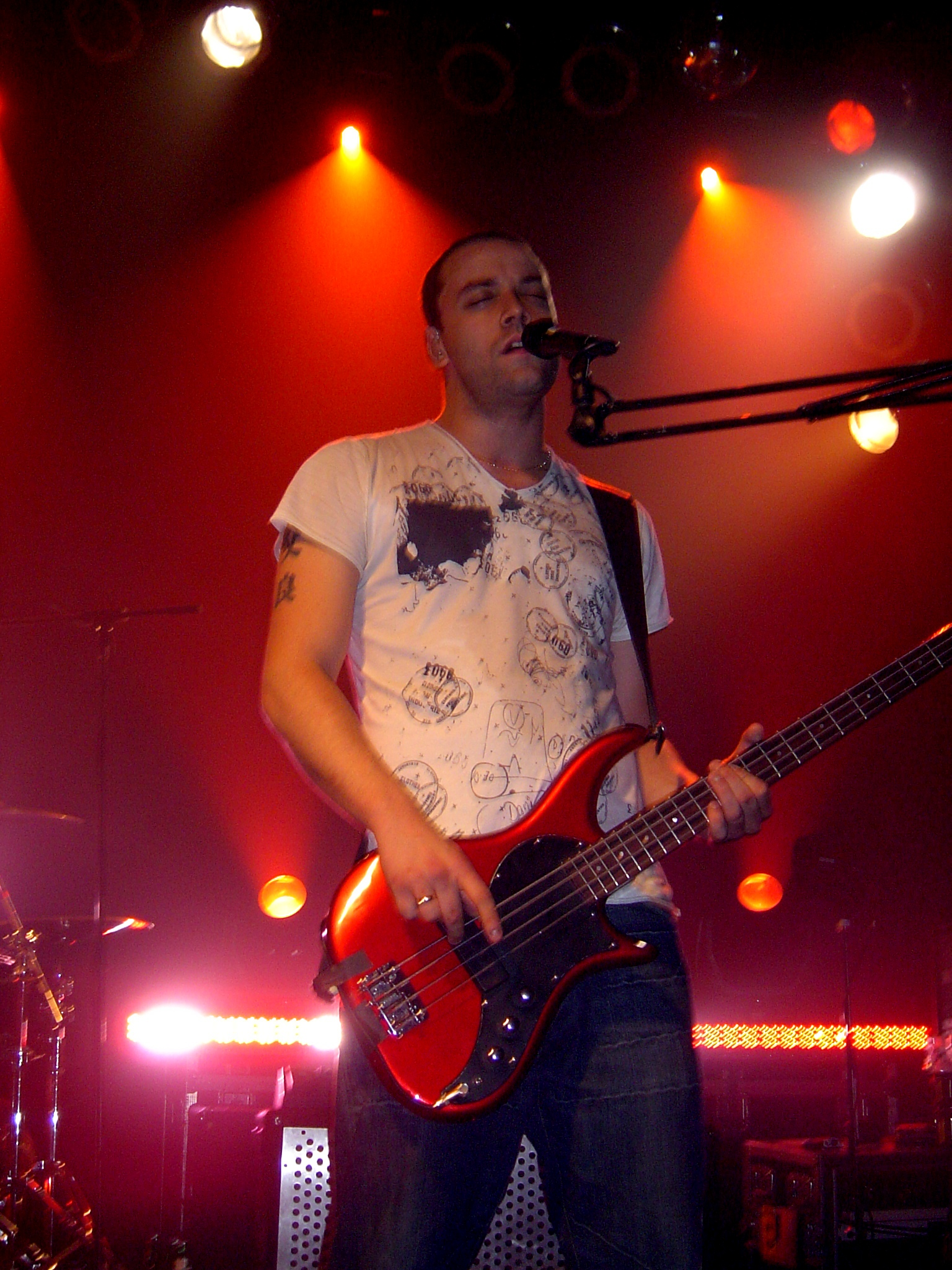
Кріс Волстенголм (бас-гітара, бек-вокал)

## Історія створення

### Домовленість про запис
Ініціатором запису дебютного мініальбому Muse став британський музичний підприємець Денніс Сміт, який мав власну студію звукозапису та продюсував молоді британські гурти, зокрема, альт-роковий колектив Supergrass. Коли 1995 року Белламі звернувся до нього щодо виділення студійного часу, досвідчений продюсер пригадав, що вже чув про музиканта раніше: його колега розповідав про вправного піаніста, якого бачив на конкурсі талантів Тінмутського коледжу ще 1991 року. З того часу антрепренер став ретельно спостерігати за Muse. Вперше потрапивши на їхній концерт у Кемборні в жовтні 1995 року, протягом наступних 19 місяців Сміт регулярно спілкувався з Меттом та його батьками, надаючи поради щодо розвитку музичної кар'єри хлопця. Зокрема, продюсер вважав, що гуртові зарано виступати в Лондоні, не кажучи вже про США, і замість цього треба зосередитися на виступах навколо рідного міста. Тодішній менеджер Muse Філ Корталс не погоджувався з ним і на початку 1997 року влаштував гуртові прослуховування для представників лейблу Parlophone, хоча до підписання контракту це не призвело.
Визначним моментом для Muse став їхній виступ у клубі Exeter Cavern в Ексетері в березні 1997 року. Сміт назвав його тим самим «чарівним шоу», якого він чекав півтора року, та визнав, що наразі Muse є одним з найталановитіших британських гуртів. Він запропонував музикантам угоду, схожу на його домовленості з Supergrass: Сміт надає гурту свою студію безплатно, поки там немає інших сесій, музиканти записують професійні демоверсії, а якщо підписують контракт з лейблом звукозапису, то повертають Смітові гроші.

### Студійна робота

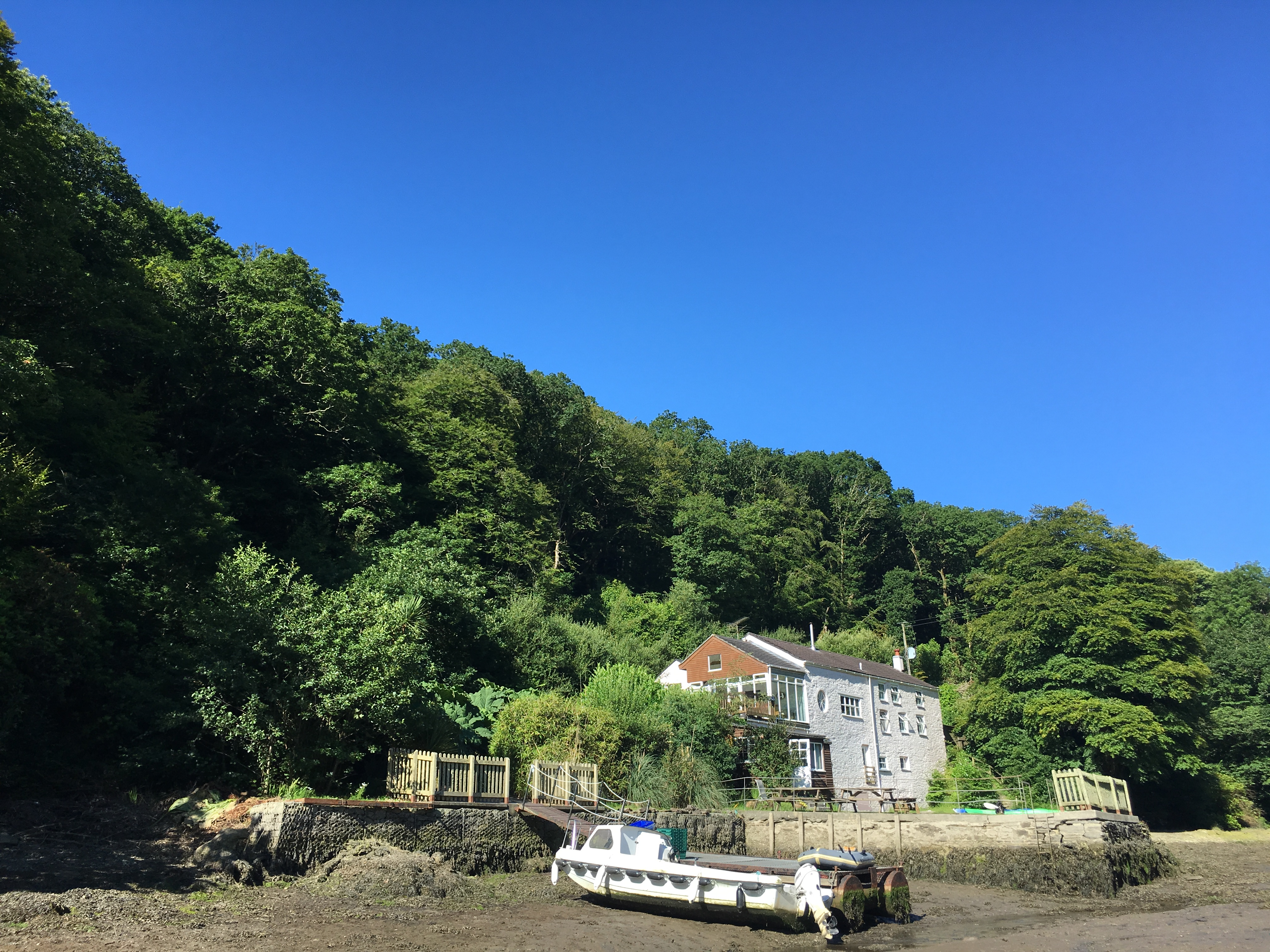
Sawmills Studios

Запис альбому відбувся в студії Sawmills Studios (англ. Студія на лісопильні), що знаходилася на березі річки Фоуї в Корнуоллі. Приміщення було облаштовано в старій будівлі водяного млина, датованій XVII століттям, але всередині вона мала необхідне сучасне обладнання. З моменту заснування студії у 1974 році, в ній записувалися такі виконавці, як The Stone Roses, Supergrass, Oasis, The Verve та Роберт Плант. Метт Белламі, Домінік Говард та Кріс Волстенголм припливли до студії човном — це був єдиний спосіб потрапити до цього мальовничого місця, — у серпні 1997 року. Найбільш досвідчений продюсер Sawmills Джон Корнфілд в той час працював із Supergrass, тому довірив запис своєму підлеглому, звукоінженеру Полу Ріву, для якого це мав бути перший значний досвід у продюсуванні. Однією з причин призначення було те, що Сміт вважав вокальний стиль Ріва, який грав у місцевих гуртах The Change та Blueskin, дуже схожим на манеру виконання Метта Белламі. За п'ять днів, що гурт провів у Sawmills, музиканти записали десять пісень, зокрема студійні версії «Overdue» та «Cave», які Muse найчастіше виконували на концертах.

### Створення та вихід альбому
Хоча спочатку метою студійних сесій був запис першого професійного демозапису Muse, Денніс Сміт був настільки вражений результатом, що вирішив опублікувати нові пісні. Тоді він був співвласником компанії Taste Media, заснованої 1996 року, що виробляла музичну продукцію. Його партнером був колишній A&R-агент Сафта Джаффері, який раніше працював на лейблах Decca Records та Magnet Records. Сміт, що опікувався технічною стороною виробництва, володів не лише власною студією, але й інді-лейблом Dangerous Records, на якому мав вийти альбом. Джаффері ж відповідав за бізнесову частину, бо мав багато корисних знайомств у музичній індустрії та співпрацював з такими відомими продюсерами, як Рон Сен-Жермен (Tool, Bad Brains), Джон Корнфілд (Supergrass), Майкл Брауер (Coldplay, Джеф Баклі), Джон Лекі (The Stone Roses, Radiohead).
Виробництво платівки тривало декілька місяців. 11 травня 1998 року мініальбом, який отримав таку ж назву, що й гурт, надійшов у продаж. Загалом було надруковано 999 компакт-дисків, кожен з яких пронумерували вручну. Разом з цим було видано демоверсію платівки, що отримала назву Sawmills Promo. Вона містила ті ж самі пісні, відрізняючись лише одною назвою: «Escape» було підписано як «Escape Your Meaningless». В обігу були також семидюймові грамофонні платівки The Muse EP, випущені нелегально: на підробці стояв той самий штрих-код, що й на CD-виданні.

## Зміст альбому

### Обкладинка

Кадр з фільму «12 мавп», в якому на стіні висить постер із написом «MUSE», що нагадує обкладинку альбому.

На обкладинці альбому зображено фотоколаж з трьох різноколірних фрагментів обличчя на чорному фоні. Його автором став барабанщик Muse Домінік Говард, який просканував своє обличчя на копіювальному апараті. Окрім цього, обкладинка містила текстовий логотип гурту та біле коло, в якому повідомлялося про обмежений наклад альбому та вручну було вписано номер диска — від 001 до 999. Всередині альбому знаходилася концертна світлина гурту, зроблена фотографом Крісом Дейвісоном.
Після виходу альбому фанати гурту звернули увагу, що його обкладинка — зокрема текст «MUSE» та проскановане обличчя — нагадувала постер фантастичного фільму британського режисера Террі Гілліама «12 мавп», який вийшов 1995 року, за три роки до альбому.

### Музика та тексти
Альбом розпочинається з композиції «Overdue» (укр. Запізнілій), написаної Меттом Белламі протягом 1996 року. Музичні критики відзначали емоційний вокал співака з використанням фальцету в приспіві з гітарним соло, порівнюючи пісню з першими двома альбомами Radiohead. У тексті композиції розповідається про розрив стосунків: «Ти мала б бути там, коли я був збуджений». Ця версія майже на дві хвилини довша за ту, що згодом потрапила до альбому Showbiz: вона містить повільний бридж, який не увійшов до фінальної версії, та повторення приспіву в кінці.
Другою йде пісня «Cave» (укр. Печера), раніше відома як «Nova Scotia». Вона була набагато ближчою за стилістикою до майбутніх студійних альбомів Muse, зокрема, містила в приспіві потужний крик Белламі, який надалі стане його характерною ознакою. Назва композиції та її основний ліричний мотив запозичені з бестселера 1992 року «Чоловіки з Марса, жінки з Венери», згідно з яким чоловіки під час стресу ховаються у своєрідній «печері».
Третя композиція «Coma» (укр. Кома) була однією з перших пісень гурту. Найближча до попмузики серед всіх пісень Muse, вона стала єдиною з композицій мініальбому, що не потрапили до дебютного альбому гурту Showbiz. Аранжування завершальної пісні «Escape» (укр. Втекти) також суттєво відрізнялося від тієї версії, що потрапила на перший студійний альбом. Вона починалася зі спокійного першого куплету, але в другому ставала дедалі агресивнішою, що символізувало людину з психічним розладом, нездатну контролювати власні дії. Головний герой запитував: «Чому ти не можеш просто любити її? Навіщо бути таким монстром?», через що в пісні знаходили відсилання до розлучення батьків Белламі.

## Значення

### Вплив на долю гурту
The Muse EP розповсюджувався у магазинах на південному побережжі Великої Британії, неподалік від рідного міста музикантів. Продажі мініальбому йшли повільно, проте він допоміг гуртові привернути до себе увагу гігантів музичної індустрії. Завдяки йому Muse виступили на фестивалі Soundwaves у Плімуті в серпні 1998 року, а у вересні взяли участь у щорічній британській музичній конвенції In The City, виступивши в категорії Live Unsigned (укр. Непідписані гурти наживо) на очах у підприємців, що шукали нові таланти. Попри непогані відгуки та порівняння із Radiohead часів The Bends та Джефом Баклі, Muse сприймалися як занадто ризикована інвестиція, через що жоден з великих гравців не запропонував їм контракт. Розчаровані музиканти та працівники Taste Media пообіцяли собі, що не будуть покладатися на сумнівних A&R-агентів, а самостійно продюсуватимуть власну музику, надаючи великим лейблам лише права на її рекламу та розповсюдження.
З'ясувавши, що у Великій Британії не дуже зацікавлені у Muse, музиканти та менеджмент гурту звернули увагу на США. У жовтні 1998 року в Нью-Йорку відбулася схожа щорічна конференція, яку проводила медіакомпанія CMJ. За океаном зацікавленість музичних продюсерів у Muse була більш відчутною, через що The Muse EP опинився в руках представників провідних звукозаписувальних компаній. Лейбли шукали гурти, орієнтовані на молодь, яка вчора слухала ню-метал (Korn, Limp Bizkit, Slipknot), але трохи подорослішала. У The Muse EP представники індустрії бачили більш зрілу підліткову музику, що поєднувала гітарне звучання Radiohead або Nirvana та елементи прогресивного металу System of a Down. Вже за декілька тижнів мейджор-лейбл Columbia Records запропонував Muse прилетіти до Лос-Анджелесу на прослуховування. Виступ перед представниками лейблу та продюсером Ріком Рубіном пройшов успішно. Після нього гурту пообіцяли, що порекомендують їх керівництву і вже на початку 1999 року контракт буде підписано. В останній момент до Сафти Джеффері звернувся менеджер Гай Осірі з лейбла Мадонни Maverick та запропонував залишитися в Лос-Анджелесі ще на декілька днів для прослуховування. В результаті, прослухавши лише дві пісні — «Cave» з The Muse EP та нову «Muscle Museum», — Осірі погодився підписати гурт. Так, ще до Різдва 1998 року Taste Media та Maverick узгодили контракт на два студійні альбоми Muse.

### Місце в дискографії
За словами продюсера Пола Ріва, The Muse EP, що став першим мініальбомом, записаним ним разом із гуртом, разом з наступним The Muscle Museum EP започаткував те, що потім перетвориться на повноцінний студійний альбом Showbiz, спродюсований Джоном Лекі. Спільна робота в професійній студії «відкрила очі» музикантам Muse на те, як вони можуть звучати, та призвела до подальшого прогресу. Проте, на думку Пола Ріва, цей досвід неможливо було навіть порівняти з концертним туром, тому «справжні Muse», особливо їхня ритм-секція, з'явилися набагато пізніше першого мініальбому.
На думку біографа Muse, журналіста Марка Бамонта, хоча The Muse EP і дозволив гуртові знайти свого слухача, з погляду якості запису він звучав так, ніби «гурт незграбно намагається зорієнтуватися в студії звукозапису та її техніці». Оглядач вважав цей запис історичним документом, який лише натякав на те, у що Muse перетвориться згодом, а пісні з нього — набагато гіршими, ніж подальша творчість Muse.

## Довідкові дані
Список композицій та учасників запису вказано згідно з вкладишем альбому.

### Список композицій
Автор музики і слів Метт Белламі. 
| #  | Назва     | Тривалість |
| -- | --------- | ---------- |
| 1. | «Overdue» | 4:09       |
| 2. | «Cave»    | 4:44       |
| 3. | «Coma»    | 3:34       |
| 4. | «Escape»  | 3:20       |

### Учасники запису
Музиканти
- Метт Белламі — вокал, гітара, фортепіано
- Кріс Волстенголм — бас-гітара, бек-вокал
- Домінік Говард — ударні, перкусія

Додатковий персонал
- Продюсери — Muse та Пол Рів
- Автор пісень — Метт Белламі
- Запис звука — Пол Рів
- Зведення — Джон Корнфілд[pl] (1, 4), Пол Рів (2, 3)
- Оформлення обкладинки — Домінік Говард
- Фотографія — Кріс Дейвісон